# Nils de Mol
Nils Finn de Mol (* 3. Mai 2001 in Muttenz) ist ein ehemaliger schweizerisch-niederländischer Fussballtorhüter.

## Karriere

### Vereine
Nach zwei Jugendjahren beim SV Muttenz wechselte de Mol im Alter von 11 Jahren in die Jugendabteilung des FC Basel. Ab Promotion League 2019/20 spielte er für die zweite Mannschaft des FC Basel. Sein Debüt feierte er im August 2019 gegen den FC Breitenrain. Er gehörte zum erweiterten Kader der ersten Mannschaft.
Im Oktober 2020 wechselte er bis Ende Jahr zum FC Wil. Beim FC Wil waren mit Philipp Köhn und Yuri-Gino Klein zwei Torhüter verletzt ausgefallen. Im Januar 2021 übernahm der FC Wil de Mol schliesslich definitiv. Am 13. März 2021 feierte er beim Auswärtsspiel gegen Aarau sein Debüt beim FC Wil. Er musste bereits drei Gegentore entgegennehmen. Zu Beginn der Saison 2021/22 war er eigentlich als Nummer 1 gesetzt. Allerdings wurde er nach einer Verletzung von Marvin Keller ersetzt. Ab März 2022 durfte de Mol erstmals wieder in der Liga spielen, es blieb aber bei einzelnen Einsätzen. Im Mai 2022 gab der Verein bekannt, dass de Mol den FC Wil auf Ende Saison verlassen wird. Zu diesem Zeitpunkt war nicht klar, wohin er wechseln würde. Im Juni gab der FC Basel seine Rückkehr bekannt. Er spielte zu Beginn in der zweiten Mannschaft der Basler. In der ersten Mannschaft war er hinter Marwin Hitz und Mirko Salvi jeweils der dritte Torhüter, kam nie zu einem Pflichtspieleinsatz. Ende Juni lief der Vertrag beim FC Basel aus. Zur Saison 2024/25 wechselte er zum frisch abgestiegenen Stade Lausanne-Ouchy. Seinen ersten Pflichtspieleinsatz hatte er bei der 1:0-Cupniederlage gegen den unterklassigen FC Langenthal. Das Tor erzielte ironischerweise Amel Rustemoski mit dem de Mol noch drei Jahre zuvor beim FC Wil zusammen auf dem Platz stand. Im Januar 2025 gab SLO bekannt, dass de Mol den Verein ohne Meisterschaftseinsatz verlassen wird. Im Mai 2025 gab de Mol das Ende seiner Profikarriere bekannt.

### Nationalmannschaften
De Mol spielte in der U-18 und der U-19 des Schweizerischen Fussballverbands. Zuletzt debütierte er in der U-20 gegen Deutschland.